# ナサニエル・トゥポウ
ナサニエル・トゥポウ（Nathanael Tupou、2000年5月4日 - ）は、フィジー出身のラグビーユニオン選手。

## 略歴
マリストブラザーズ高校では、U18フィジー代表に選ばれた。
2019年、日本大学に入学。
2022年、日本大学ラグビー部の副将に就任。
2023年、NECグリーンロケッツ東葛に加入。同年12月9日に行われたJAPAN RUGBY LEAGUE ONE第1節浦安D-Rocks戦にて先発出場でリーグワン公式戦初出場を果たした。
2024年はケガのため長期離脱。
2025年5月、NECグリーンロケッツ東葛を退団。